# Karl-August Fagerholm
Karl-August Fagerholm (ur. 31 grudnia 1901 w Siuntio, zm. 22 maja 1984 w Helsinkach) – fiński polityk, dziennikarz, działacz związków zawodowych, członek szwedzkojęzycznej mniejszości w Finlandii. Należał do Socjaldemokratycznej Partii Finlandii.
Od 1934 do 1942 zajmował stanowisko redaktora naczelnego dziennika Arbetarbladet. W latach 1930–1966 pełnił mandat deputowanego do Eduskunty. Był ministrem: spraw socjalnych (1937-1943, 1944) oraz spraw zagranicznych (1958-1959). Pięciokrotnie sprawował urząd przewodniczącego Eduskunty (1945-1947, 1950-1956, 1957, 1958-1961, 1965). Trzykrotnie pełnił funkcję premiera Finlandii (1948-1950, 1956-1957, 1958-1959). Był również przewodniczącym Rady Nordyckiej (1962).
Kandydował na prezydenta w 1956, zajmując 2. miejsce w głosowaniu powszechnym i następnie przegrywając w III turze głosowania Kolegium Elektorów z U.K. Kekkonenem.